# معشوقه (مجموعه تلویزیونی)
معشوقه (انگلیسی: Mistress; کره‌ای: 미스트리스) یک مجموعه تلویزیونی محصول کره جنوبی سال ۲۰۱۸ با بازی هان گا این، شین هیون بین و چوی هی سو است. این مجموعه از ۲۸ آوریل تا ۳ ژوئن ۲۰۱۸، روزهای شنبه و یکشنبه ساعت ۲۲:۲۰ (کی‌اس‌تی) از اوسی‌ان برای ۱۲ قسمت پخش شد.